# Pier Luigi Basso
Pier Luigi Basso (Montebelluna, 15 dicembre 1997) è uno scacchista italiano, grande maestro, campione italiano 2021.
Ha raggiunto il proprio record ELO nel settembre 2020 con 2603 punti, con questo punteggio ha ottenuto il secondo posto in Italia dietro Daniele Vocaturo.

## Biografia
Vive a Montebelluna, dove ha iniziato a giocare a scacchi a 11 anni, presso il circolo scacchistico Beniamino Vergani Montebelluna.

## Carriera
Vincitore di oltre 20 tornei internazionali, ha partecipato a diversi campionati italiani giovanili e juniores. Ne è stato vicecampione U14 nel 2011, campione U16 nel 2013, e due volte campione U20: nel 2015 e 2016. Ha partecipato a un campionato mondiale giovanile (Al-Ain 2013), a due campionati del mondo juniores, (Bhubaneswar  2016 e Tarvisio 2017), a tre campionati europei giovanili (Albena 2011, Praga 2012 e Budua 2013) e a due campionati europei assoluti (Gjakova 2016, Minsk 2017).
Ha vinto 7 volte (2012, 2013, 2014, 2015, 2016, 2018 e 2019) il torneo Autunno Scacchistico Veneziano, che si svolge ogni anno a fine ottobre o ad inizio novembre a Venezia.
Nel 2013 conquista il titolo di Maestro FIDE e diventa Campione Italiano U16 a Courmayeur.
Nel 2015 vince il torneo internazionale città di Mogliano e il torneo internazionale città di Spilimbergo. Diventa campione italiano U20 a Giovinazzo. Partecipa alla Finale del Campionato Italiano Assoluto a Milano, dove conclude al sesto posto con 6,5/11 con una performance di 2561. Veste la maglia azzurra della Nazionale Italiana di scacchi, partecipando alla Mitropa Cup e concludendo con 4,5/7.
Nel 2016 vince i tornei internazionali città di Salsomaggiore, di Santa Maria di Sala e il 1º torneo chiuso città di Spoleto, dove ottiene la sua prima norma di Grande Maestro. Diventa campione italiano U20 per la seconda volta, a Perugia. Partecipa alla Finale del Campionato Italiano Assoluto a Roma, dove si classifica primo ex aequo insieme ai Grandi Maestri Michele Godena, Sabino Brunello e Alberto David, quest'ultimo infine vincitore degli spareggi a gioco rapido.
Nel 2017 vince i tornei internazionali di Salerno, Chioggia, Chianciano e Spilimbergo, dove ottiene la sua seconda norma di Grande Maestro. Insieme al circolo B.Vergani Montebelluna, si classifica terzo al Campionato Italiano a Squadre Serie Master.
Nel 2018 vince il torneo internazionale di Genova, arriva secondo alla Semifinale Italiana Assoluta ad Alessandria, dietro a Francesco Sonis. Nell'agosto 2018 conclude con 6,5/9 al torneo Internazionale città di Spilimbergo, considerato uno dei tornei italiani più forti degli ultimi anni, classificandosi primo tra gli italiani e guadagnandosi la terza norma di Grande Maestro, acquisendone così definitivamente il titolo.
A settembre 2018 vince il XVI Festival Scacchistico Internazionale "Città di Amantea", con 7 punti su 9 e davanti a numerosi grandi maestri, tra cui Evgenij Vorob'ëv, Vladimir Burmakin e László Gonda.
A novembre 2018 vince il 2º Torneo Internazionale "Vignola Città degli Scacchi" con 4,5 punti su 5.
Nel maggio 2019 vince a Montesilvano il Campionato Italiano Lampo (Blitz) con 9,5 punti su 11 e si classifica terzo nel Campionato Italiano Rapid. A giugno vince ad Ascoli Piceno il 3º Torneo Internazionale Cento Torri. Lo stesso mese con 6,5 punti giunge 1º ex aequo, 2º per spareggio tecnico nel 6º Festival Scacchistico “Città di Cattolica” alle spalle del Maestro Internazionale francese Harutyun Barseghyan.
A luglio 2019 vince da solo con 7,5/9 il Festival Internazionale Città di Portorose, lasciando alle spalle sette grandi maestri. Lo stesso mese è 2º ex aequo, settimo per spareggio tecnico al Festival Internazionale Città di Paradubice. Ad agosto 2019 è 2º ex aequo, quarto per spareggio tecnico al Festival Internazionale Città di Berlino. In settembre vince a Cutro il Festival dedicato a Giovanni Leonardo Di Bona con 7 punti su 9. In dicembre vince il torneo internazionale di Imola con 4.5 punti su 5 e raggiunge per la prima volta quota 2600 punti Elo nel Live Ratings.
Nel luglio 2020 a Paraćin vince l'open internazionale con 8 punti su 9, superando di un punto l'indiano Leon Luke Mendonca.
A fine agosto 2020 ha vinto la sezione Rapid del torneo Skalica Open, con 6,5 punti su 7. In ottobre vince (6 su 9) a Bojnice il chiuso GMT Banicky kahanec 2020 per miglior spareggio tecnico sul Maestro Internazionale Viktor Gazik.
Nel dicembre 2020 vince il Torneo Internazionale Città di Imola con 5,5 punti su 6.
Nel 2021 in febbraio vince a Novi Sad il torneo Third Saturday con 7,5 punti su 10. In aprile vince per la seconda volta il torneo di Mogliano Veneto, con 4.5 punti su 5, superando per spareggio tecnico il Maestro Fide Fulvio Zamengo.. In maggio vince la Mitropa Cup con la nazionale italiana, totalizzando 5 punti su 8. In dicembre vince per la prima volta il Campionato italiano assoluto svoltosi a Chianciano Terme con il punteggio di 9 su 11 e nessuna sconfitta.
Nel gennaio 2024 vince prima il torneo di Parma con 5,5 punti su 6, poi il torneo di Siviglia con 7,5 punti su 9. In febbraio vince il torneo Hit Open di Nova Gorica con 7 punti su 9. In marzo vince con 4.5/5 il torneo di Gubbio. In agosto vince a Marinella (Castelvetrano) il torneo TRINAKRIA con 6,5 su 9, superando per spareggio tecnico 4 avversari con lo stesso punteggio .

## Stile di gioco
Il suo stile di gioco è caratterizzato da una profonda conoscenza dell'apertura. In apertura gioca quasi sempre 1.d4 con il Bianco. Con il Nero in risposta a 1.e4 adotta di preferenza 1...e5 o la difesa Caro-Kann (1...c6) e su 1.d4 apre quasi sempre 1...d5 per poi scegliere la difesa Slava o la difesa Ortodossa.

## Controversie
In data 25 novembre 2017 il tribunale Federale emette la sentenza riguardante il "Caso Montebelluna", che è stato oggetto di numerose discussioni, e che ha coinvolto numerosi scacchisti di alto livello: a Pier Luigi Basso è stata comminata una squalifica di 5 mesi per dichiarazioni lesive dell'immagine della Federazione Scacchistica Italiana.